# Bierkeller (Wiesloch)

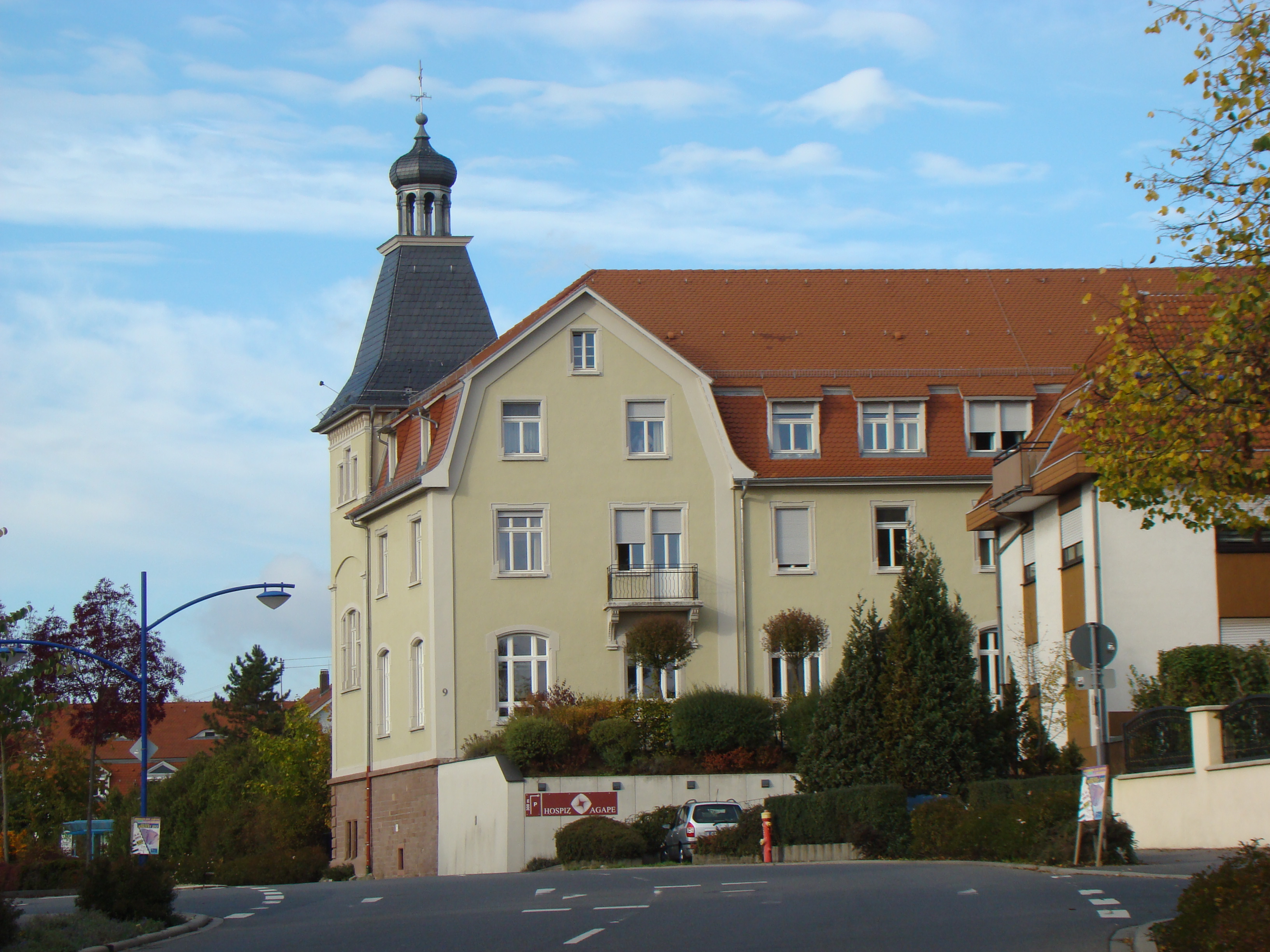
Bierkeller in Wiesloch

Der Bierkeller in Wiesloch ist ein denkmalgeschütztes historisches Gebäude, das 1909 als Touristenlokal eröffnet wurde und nach einer wechselvollen Geschichte als Wohnheim, Mietshaus, Gerichtsgebäude und Asylbewerberunterkunft seit 2008 das von der Dietmar-Hopp-Stiftung geförderte Hospiz Agape beherbergt.

## Geschichte

### Bau als Gast- und Mietshaus
Der Bierkeller wurde 1909 an der Heidelberger Chaussee oberhalb der Altstadt von Wiesloch auf dem Chausseebuckel errichtet. An diesem Aussichtspunkt längs einer gut frequentierten Fernstraße (der heutigen B 3) befand sich zuvor schon eine gut eingeführte ältere Gaststätte selben Namens. Der Neubau von 1909 setzte als schlossartiges, dreistöckiges Gebäude mit Eckturm auch städtebauliche Akzente an der nördlichen Einfahrt zur Stadt.
Im unteren Geschoss war der eigentliche Wirtschaftsbetrieb, der sich über einen großen, nahezu das ganze Geschoss einnehmenden, aber mehrfach unterteilbaren Saal erstreckte. Zur Heidelberger Straße hin lag der Veranstaltungsbereich, der durch Schiebewände abgeteilte Mittelbereich diente als Vereinszimmer, dahinter lag die Gaststube, und hinter dieser schloss sich der Küchenbereich an. Außerdem befand sich im Erdgeschoss noch ein Toilettentrakt. Im zweiten und dritten Geschoss waren Mietwohnungen. Im anderthalbstöckigen Keller wurden die Getränke, vor allem Bier, eingelagert. Die Gasträume waren hochwertig ausgestattet, die Gaststube mit Wandgemälden ausgemalt. Hinter dem Gebäude schloss sich eine Gartenterrasse an und daran ein weitläufiger Garten mit Spielplatz.
Bauherr des Gebäudes war Karl Zorn, ein ortsansässiger Bierbrauer, der das Lokal auch betrieb. Der Bierkeller war als solcher nur wenige Jahre in Verwendung, denn bereits mit dem 1914 ausgebrochenen Ersten Weltkrieg begann der wirtschaftliche Niedergang, da die für die Brauerei benötigten Rohstoffe knapp wurden, viele potentielle Gaststättenbesucher im Feld standen und die Bevölkerung kaum noch über Geldmittel verfügte. Wirtschaftskrise und Inflation nach Kriegsende bedeuteten dann das Ende der Gaststätte. Der Name Bierkeller hat sich für das Gebäude jedoch bis in die Gegenwart erhalten.

### Wohnheim, Mietshaus, Amtssitz, Asylbewerberunterkunft
Das Gebäude kam um 1920 in den Besitz der Heil- und Pflegeanstalt Wiesloch, die darin Wohnungen für Beschäftigte einrichtete. 1929/30 erwarb das Land Baden das Gebäude und nutzte es weiterhin zur Unterbringung von Anstaltsbeschäftigten sowie als Gästehaus für Gäste der Einrichtung. Das Gebäude hat den Zweiten Weltkrieg unbeschadet überstanden und wurde bis in die 1970er Jahre weiterhin zu Wohnzwecken genutzt, wenngleich die Wohnungen inzwischen veraltet und wenig attraktiv waren.
Als 1977 eine Sanierung des Wieslocher Amtsgerichts geplant wurde, renovierte man den Bierkeller und sah ihn als provisorischen Sitz des Amtsgerichts vor. Nachdem die Renovierung schon angelaufen und rund 160.000 DM investiert worden waren, erging 1980 von der Landesregierung ein Baustopp. Zeitweilig war die Unterbringung von Asylbewerbern im Gespräch, bevor das Amtsgericht dann doch von 1981 bis 1984 im Bierkeller bis zur Fertigstellung des Amtsgerichtsgebäudes eine provisorische Unterkunft bezog. Anschließend nutzte man das Gebäude von 1985 bis 2004 doch noch zur Unterbringung von Asylbewerbern, wofür man das Innere nochmals etwas umgestaltete. Gegen Ende der 1980er Jahre brannte der historische Turmhelm nieder und wurde danach durch eine stark vereinfachte Konstruktion ersetzt.
Nach 2004 stand das Gebäude für einige Zeit leer. Der trostlose, heruntergewirtschaftete Eindruck und die abzusehenden hohen Sanierungskosten schreckten potentielle Käufer ab. Auch die Außenanlagen verwahrlosten zusehends.

### Hospiz Agape
Im Jahr 2006 weckte das Gebäude das Interesse der Stiftung des im nahen Walldorf tätigen Unternehmers und Mäzens Dietmar Hopp, die beabsichtigte, in Walldorf oder in Wiesloch ein Hospiz zu errichten. Statt eines Neubaus entschloss man sich zur Sanierung und Nutzung des alten Bierkellers, nicht zuletzt aufgrund von dessen Nähe zum Landschaftspark des Psychiatrischen Zentrums und auch weil der Geschäftsführer der Stiftung schon zuvor in anderer Sache auf die städtebauliche und kunsthistorische Bedeutung des unter Denkmalschutz stehenden Bauwerks aufmerksam gemacht hatte.
Als Träger der künftigen Einrichtung gründete man eine Betriebsgesellschaft, an der die Städte Wiesloch und Walldorf zu 51 Prozent, die Hospizhilfe Südliche Bergstraße zu 40 Prozent und das Psychiatrische Zentrum Nordbaden mit 9 Prozent beteiligt sind. Die Dietmar-Hopp-Stiftung erwarb das Gebäude und finanzierte den Umbau, der nach Planungen des Walldorfer Architektenbüros Vorfelder ausgeführt wurde. Im Mittelpunkt der Sanierung stand neben der vollen Erschließung des Altabus und einer hellen und freundlichen Einrichtung vor allem die denkmalgerechte Wiederherstellung der ursprünglichen Gestalt des Gebäudes und seines Turms sowie die Bewahrung oder Rekonstruktion von möglichst vielen originalen Ausstattungsteilen wie historischen Fußböden, Türen, Geländern und Beschlägen. Außerdem wurde ein moderner dreigeschossiger Erschließungstrakt und ein gläsernes Treppenhaus mit Zwischenbau angebaut. Die Kosten für Grunderwerb und Bau betrugen rund 7 Mio. Euro. Im Erdgeschoss wurden Büroflächen an die Evangelische Erwachsenenbildung, das evangelische Dekanat und das Schuldekanat sowie die Ökumenische Hospizhilfe vermietet, um das absehbare Betriebsdefizit zu tragen.
Die Einrichtung konnte unter dem neuen Namen Hospiz Agape am 22. Februar 2008 eingeweiht werden. Bis zum Juli 2008 hatte die Einrichtung bereits eine Auslastung von 83 Prozent erreicht. Die bis dahin aufgenommenen 44 Gäste hatten eine durchschnittliche Verweildauer von 18 Tagen. In den Gasträumen legt man Wert auf schlichte, aber elegante Wohnlichkeit. Als Andachtsraum ist der als hölzerne Rotunde angelegte Raum der Stille vorhanden. Im Haus sind hauptamtliche Pflegekräfte und ehrenamtliche Sterbebegleiter tätig.